# Greatest Hits (Blackhawk)
Greatest Hits è una compilation del gruppo musicale statunitense Blackhawk, pubblicato il 16 maggio 2000 dall'etichetta discografica Arista Nashville.

## Tracce
1. Goodbye Says It All – 3:24 (Charlie Black, Bobby Fischer, Johnny MacRae)
2. I'm Not Strong Enough to Say No – 4:16 (Robert John "Mutt" Lange)
3. Every Once in a While – 3:40 (Henry Paul, Van Stephenson, Dave Robbins)
4. I Sure Can Smell the Rain – 3:37 (Walt Aldridge, John Jarrard)
5. That's Just About Right – 4:04 (Jeff Black)
6. Big Guitar – 2:59 (Henry Gross, Henry Paul)
7. Almost a Memory Now – 3:13 (Dale Oliver, Van Stephenson, Dave Robbins)
8. There You Have It – 3:12 (Steve Bogard, Rick Giles)
9. Always Have, Always Will – 2:45 (Dave Robbins)
10. Like There Ain't No Yesterday – 3:17 (Mark Narmore, Walt Aldridge)
11. Postmarked Birmingham – 4:22 (Phil Vassar, Don Sampson)
12. Down in Flames – 3:45 (Michael Clark, Jeff Stevens)
13. It Takes a Woman – 3:19 (Rob Crosby, Roger Murrah, Kitty Murrah, Philip White)
14. I Need You All the Time – 2:47 (Jimmy Price, Pat Bunch, Shane Teeters)
15. Ships of Heaven – 4:47 (Van Stephenson)

## Classifiche
| Classifica (2000) | Posizione massima |
| ----------------- | ----------------- |
| Stati Uniti       | 152               |